# San Cristóbal (Cuba)
San Cristóbal is een gemeente in de Cubaanse provincie Pinar del Río. De gemeente heeft een oppervlakte van 935 km² en telt 71.000 inwoners (2015).

## Geboren

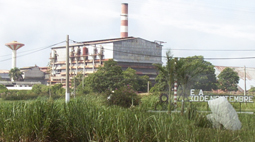
De suikerfabriek

- Osvaldo Alonso (1985), voetballer